# كريستيان فورسبرغ
كريستيان فورسبرغ (بالنرويجية البوكمول: Kristian Forsberg)‏ هو لاعب هوكي الجليد نرويجي، ولد في 5 مايو 1986 في أوسلو في النرويج.

## وصلات خارجية
- كريستيان فورسبرغ على موقع EliteProspects.com (الإنجليزية)
- كريستيان فورسبرغ على موقع Eurohockey.com (الإنجليزية)
- كريستيان فورسبرغ على موقع HockeyDB.com (الإنجليزية)
- كريستيان فورسبرغ على موقع أوليمبيديا (الإنجليزية)